# Joël Smets

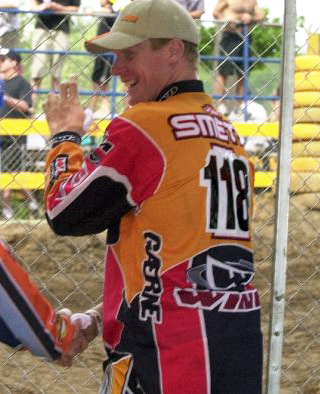
Joël Smets.

Joël Smets, född den 6 april 1969 i Antwerpen, Belgien,  är en belgisk motocrossförare. 1993 vann han sin första deltävling i VM (i MX500 (MX3)), totalt kom han 3:a. Nästa år, 1994, vann han två deltävlingar och slutade på samma placering som förra året totalt. 1995 vann han hela MX500 (MX3) på en Husaberg. 
En skada 1996 stoppade honom inte från att komma tillbaka 1997 då han tog sin andra MX500 (MX3)-titel. Han följde upp med att ta samma titel året därpå (med Husaberg) och samma sak 2000 (på en KTM). 2003 vann han ännu en gång MX3. 2004 skadade han sig och kom tillbaka 2005 i MX1-klassen. 
Han hjälpte Belgien att vinna Motocross des nations 1995 och 1997. Han blev även "Belgian Sportsman of the year" 2000.
Smets var 2006 teamchef för Suzuki. 